# 2008年1月臺灣
| << | 2008年1月 （民國97年） | >> |    |    |    |    |
| \| 日 \| 一 \| 二 \| 三 \| 四 \| 五 \| 六 \| \| \| \| 1 \| 2 \| 3 \| 4 \| 5 \| \| 6 \| 7 \| 8 \| 9 \| 10 \| 11 \| 12 \| \| 13 \| 14 \| 15 \| 16 \| 17 \| 18 \| 19 \| \| 20 \| 21 \| 22 \| 23 \| 24 \| 25 \| 26 \| \| 27 \| 28 \| 29 \| 30 \| 31 \| \| \| \| \| \| \| \| \| \| \| |                        |    |    |    |    |    |
| 臺灣新聞動態／維基新聞 |                        |    |    |    |    |    |
| 世界／中国大陆／臺灣 |                        |    |    |    |    |    |
| 日 | 一                     | 二 | 三 | 四 | 五 | 六 |
| |                        | 1  | 2  | 3  | 4  | 5  |
| 6 | 7                      | 8  | 9  | 10 | 11 | 12 |
| 13 | 14                     | 15 | 16 | 17 | 18 | 19 |
| 20 | 21                     | 22 | 23 | 24 | 25 | 26 |
| 27 | 28                     | 29 | 30 | 31 |    |    |
| |                        |    |    |    |    |    |

## 1月31日
- 國立臺灣體育學院（位於台中市）與國立體育學院（位於桃園縣龜山鄉）合併升格為國立臺灣體育大學，本日於台中校區（原台灣體院校區）舉行揭牌儀式。蕃薯藤新聞─中央社（页面存档备份，存于）

## 1月29日
- 天道盟精神領袖「圓仔花」鄭清輝，因涉及多起暴力討債事件，被台中市警方拘提到案。自由時報聯合報（页面存档备份，存于）

## 1月28日
- 陳水扁總統批示退回張俊雄內閣總辭案，創下憲政首例。HiNet新聞─聯合晚報央廣
- 駐亞特蘭大台北經濟文化辦事處處長吳榮泉表示，將將於二月底接任駐聖克里斯多福大使。PChome新聞─中央社（页面存档备份，存于）
- 曾於2008年立委選舉前說出「藍軍如果在北市立委選舉八仙過海，我就去跳海」的民進黨籍立法委員王世堅，在臺北縣三芝鄉淺水灣跳海，兌現選前承諾。自由時報
- 呂秀蓮副總統以總統特使身分，出訪諾魯、馬紹爾群島、索羅門群島等南太平洋友邦，去回程都將短暫過境關島。大紀元─中央社（页面存档备份，存于）

## 1月27日
- 中華民國第十二任總統副總統選舉候選人登記作業開始，國民黨籍參選人馬英九、蕭萬長，與民進黨籍參選人謝長廷、蘇貞昌，分別於上午10時15分、上午11時30分前往中選會進行登記。PChome新聞─中央社１（页面存档备份，存于）２

## 1月26日
- 臺灣鐵路管理局局長范植谷表示，台鐵各車次將於農曆新年後進行大改點，如果確定實施定型化班表，將創下台鐵歷年來最大的改點幅度。自由時報

## 1月25日
- 台灣民主基金會主辦的第一屆全球新興民主論壇今天登場，與會的卸任元首有5名，分別是薩爾瓦多前總統佛洛瑞斯、南韓前大統領金泳三、南非前總統戴克拉克、波蘭前總統華勒沙及羅馬尼亞前總統康斯坦思古，另外保加利亞前總統哲列夫、墨西哥前總統福克斯分別因首都索菲亞機場濃霧天候因素及中國打壓因素取消訪台。自由時報
- 台灣網球選手楊宗樺與謝政鵬參加2008年澳洲網球公開賽青少年男子雙打項目，在冠軍賽中擊敗大會第二種子，拿下本屆青少年男雙冠軍，為台灣網壇史上首次由「純本土」戰將奪冠的紀錄。中央社
- 台北地檢署偵辦太子汽車集團負責人許勝發、許顯榮父子涉嫌掏空萬泰銀行案，於今日兵分十餘路搜索太子汽車公司、許勝發住處等相關地點。PChome新聞─中央社（页面存档备份，存于）

## 1月24日
- 行政院於下午2時30分加開臨時院會[錨點失效]，通過內閣總辭案，隨後於行政院大禮堂拍照留念，第二次張俊雄內閣正式結束。蕃薯藤新聞─中央社１（页面存档备份，存于）２（页面存档备份，存于）
- 行政院衛生署表示，為防止菸害而隨香菸價格徵收的菸品健康捐可能不再採用逐步調升，而是採一次調整到位的方式，從目前的新台幣10元一口氣調高至新台幣45元。如經立法院通過，每包進口香菸的價格將突破新台幣一百元。HiNet新聞─聯合晚報

## 1月23日
- 行政院院長張俊雄於上午舉行的院會中，宣布內閣於明天下午總辭，與原定日期（1月28日）提早四天，引發各界揣測。聯合晚報（页面存档备份，存于）華視蕃薯藤新聞（页面存档备份，存于）

## 1月22日
- 受到全球股市暴跌影響，台北股市終場下跌528.24點，收盤時加權指數為7581.96點，創下史上第六大跌點紀錄。自由時報[]蕃薯藤新聞─中央社（页面存档备份，存于）
- 原定於內閣總辭時離職的行政院新聞局局長謝志偉，宣佈將以大局為重，如果新內閣需要他，會接受留任。自由時報

## 1月21日
- 台灣網球選手詹詠然與莊佳容參加2008年澳洲網球公開賽女子雙打項目，在八強賽中被大會第十三種子以直落二的成績淘汰，無緣晉級前四強。公視新聞[]

## 1月20日
- 台鐵春節假期西部幹線對號列車車票於上午6時開放語音及網路訂票，首日共賣出約32萬張預售票。中國時報（页面存档备份，存于）

## 1月19日
- 台鐵春節假期東部幹線對號列車車票於上午6時開放語音及網路訂票，熱門時段的班次隨即被搶購一空，首日共賣出約35萬張預售票。大紀元（页面存档备份，存于）自由時報
- 一架隸屬於內政部空中勤務總隊的救援直升機，在台東山區執行搜救任務時，因突然失去動力而緊急迫降在海拔1千200公尺的深山中，機上五名機員全部平安脫困。蕃薯藤新聞─中央社（页面存档备份，存于）

## 1月18日
- 陳水扁總統結束出訪中美洲友邦行程，於今日清晨返抵桃園國際機場。中央日報網路報
- 台灣網球選手謝淑薇參加2008年澳洲網球公開賽，以2：1擊敗法國籍選手蕾薩伊（Aravane Rezai），成功晉級16強，也創下台灣網球選手在大滿貫系列賽的最佳成績。麗台運動報PChome新聞─中央社（页面存档备份，存于）
- 在執政的民主進步黨於立委選舉敗選，黨內檢討聲浪漸起之時，教育部部長杜正勝、行政院新聞局局長謝志偉、教育部主任秘書莊國榮相繼請辭。聯合晚報蕃薯藤新聞─中央社１（页面存档备份，存于）２（页面存档备份，存于）

## 1月17日
- 立委選舉臺北縣第二選區（三重市選區）的國民黨籍候選人朱俊曉，屆於選舉後爆發支持者被恐嚇事件，決定對當選人余天提出當選無效訴訟。東森新聞（页面存档备份，存于）PChome新聞─中央社（页面存档备份，存于）

## 1月16日
- 台南市長許添財所涉首長特別費案，二度獲台南地院檢查署不起訴處分。自由時報

## 1月15日
- 民主進步黨2008年總統參選人謝長廷，於今日下午舉行的中常會中宣誓就任黨主席。東森新聞（页面存档备份，存于）

## 1月14日
- 民主進步黨召開臨時中執會，推舉2008年總統參選人謝長廷出任代理主席。PChome新聞─中央社
- 前教育部部長吳京因罹患壼腹癌，於中午12點6分病逝於台南成大醫院，享年74歲。中央社
- 馬拉威共和國外交部於當地時間上午11時宣佈承認中華人民共和國，並於即日起斷絕與中華民國（台灣）所有的外交關係。中華民國（台灣）外交部隨後於台灣時間晚間6時30分召開記者會，宣佈中華民國（台灣）終止與馬拉威共和國的外交關係，並停止一切援助計畫。蕃薯藤新聞─中央社 １（页面存档备份，存于）２（页面存档备份，存于）

## 1月13日
- SBL米迪亞精靈籃球隊球員王傳鑑、周資華、吳俊雄，今日凌晨在台北市區某夜店時，疑似涉及向某位女子求歡不成，教唆同夥砍傷女子男友及其友人的事件。聯合晚報（页面存档备份，存于）TVBS（页面存档备份，存于）
- 陳水扁總統於今天上午由桃園國際機場出發出訪瓜地馬拉及其他中美洲國家，展開為期6天的「睦誼共隆‧永續發展」之旅。總統府新聞稿[永久]

## 1月12日
- 2008年中華民國立法委員選舉在首次實施的單一選區兩票制制度下結果揭曉。立法院的113席中，中國國民黨獲得81席、民主進步黨獲得27席、無黨團結聯盟獲得3席、親民黨1席、無黨籍獲得1席。中國國民黨掌握超過七成的席次，執政的民主進步黨只獲得不到四分之一的席次。PChome新聞─中央社

## 1月11日
- 香港亞洲電視記者李東杰採訪立委選舉，在高雄市準備拍攝國民黨籍候選人黃昭順的掃街拜票活動時，不慎從採訪專車上摔落，腦部受到重創，隨後送往高雄醫學大學附設醫院救治。東森新聞

## 1月10日
- 2004年入伍的海軍新兵林軒霆新訓時因溺水而成為植物人，台北地方法院以海軍訓練有疏失、救護設施不足且未及時急救為由，判決海軍應賠償新台幣1734萬元，創下單一個人獲得國家賠償最高金額紀錄。自由時報

## 1月9日
- 臺鐵捷運化中的「臺中都會區鐵路高架捷運化計畫」，今天下午在行政院長張俊雄與交通部長蔡堆的主持下，於台中火車站舉行開工典禮，預計2015年完工。但由於年度編列預算過少，且計畫內容尚未完全定案，開工典禮遭到台中市市長胡志強等地方要員杯葛，多名泛藍籍台中市議員也到場抗議，與泛綠籍議員爆發激烈衝突。中國時報PChome新聞─中央社中國時報
- 由於天氣穩定、風速減弱、空氣中水氣豐厚等因素影響，導致台灣西部發生靄（淡霧）現象，空氣中的懸浮微粒濃度飆高，整個西半部的空氣品質普遍不佳，尤以中南部平地較為嚴重。東森新聞（页面存档备份，存于）

## 1月7日
- 學運世代的民進黨立委選舉候選人李昆澤、羅文嘉、段宜康、郭正亮及蔡其昌共同發表宣言，希望青年人「搶救年輕世代、承擔台灣未來」，讓他們勝選，否則民進黨將出現一整個世代的人才真空[1]。

## 1月5日
- 宜蘭縣蘇澳鎮籍「太平洋一六八號」漁船，凌晨在基隆嶼外海，疑被剛出港的新加坡籍「國富號」貨櫃輪撞及，船上71人落海。海巡署人員救起船長、輪機長及中國漁工共64人，7名中國漁工下落不明。

## 1月3日
- 前台北市長馬英九控告負責處理首長特別費案的台北地檢署檢察官侯寬仁筆錄不實，涉嫌偽造文書及瀆職。中評社（页面存档备份，存于）

## 1月1日
- 國立台灣民主紀念館二樓大廳在經過五個多月的關閉整修後，以新面貌重新對外開放。蕃薯藤新聞（页面存档备份，存于）